# ウィリアム・プルーマー
ウィリアム・チャールズ・フランクリン・プルーマー（William Charles Franklyn Plomer、1903年12月10日 - 1973年9月21日）は、イギリスの小説家、詩人である。

## 経歴・人物
トランスヴァール植民地のピーターズバーグ（現在の南アフリカ共和国リンポポ州ポロクワネ）に生まれる。彼が若いころ、父親の仕事の関係で家族はイギリスと南アフリカを数回往復し、教育はもっぱらイギリスで受けた。
21歳で処女作となる『ターボット・ウルフ』を発表。これは異人種間の恋愛をテーマとした物語であり、物議を醸したが彼はこの作品で一定の評価を得た。詩人のロイ・キャンベル、作家のローレンス・ヴァン・デル・ポストとともに『フォールスラッハ』という文芸誌を創刊したが、短い期間のうちに廃刊に追い込まれている。
ちょうどそのころ、日本から貨物船「かなだ丸」がナタール港に到着し、船長の森勝衛の知遇を得たウィリアムはヴァン・デル・ポストとともに1926年9月に日本に出発することとなった。二人は日本で歓待を受け、九州の門司から神戸、奈良、京都、東京まで名所を観光した。その後、ヴァン・デル・ポストはかなだ丸に乗って南アフリカへ帰っていったが、プルーマーは日本に残ることを決心した。なお、彼は以降南アフリカに戻っていない。 
東京外国語学校（現在の東京外国語大学）に雇われ、後に同学校で英語の教鞭を執り、その後は旧制東京高等学校（現在の東京大学）に転勤する。1929年3月までの日本滞在の間に短編集『紙の家』を書いている。また1931年の『佐渡』は日本滞在時の経験をもとに書かれた。
日本を離れてのちは、朝鮮、中国、ソヴィエト連邦、ポーランド、ドイツ、ベルギーを経てイギリスに渡った。ヴァージニア・ウルフと夫レナード・ウルフとの交流を通じてロンドンの文学サークルに入った。 フェイバー・アンド・フェイバー出版社に編集者として勤め、1937～40年にはジョナサン・ケープ社のアドバイザーとなっている。同社でイアン・フレミングの「ジェームズ・ボンド」シリーズの第一作およびほかの多くを編集したのも彼であり、フレミングは『007 ゴールドフィンガー』をプルーマーに捧げている。

## 著書・作品

### 小説・短編集
- 『佐渡』（1931年）
- 『紙の家』（1929年）

### 自伝
- 『二重生活』（1943年）

### 詩集
- 『ドーキング産の鶏の股、その他の風刺詩』（1945年）
- 『公園の銃声』（1955年）

### オペラ台本
- 『カーリュー・リヴァー』- ベンジャミン・ブリテン作曲、能楽の演目『隅田川』を元に作られている[2][3]。